# 興化市
興化市（こうか-し）は中華人民共和国江蘇省に位置する省直轄の県級市であり、しばらくの間、泰州市の代理管轄下に置かれている。

## 行政区画
- 街道:昭陽街道、臨城街道、垜田街道
- 鎮:戴窯鎮、合陳鎮、永豊鎮、新垜鎮、安豊鎮、海南鎮、釣魚鎮、大鄒鎮、沙溝鎮、中堡鎮、竹泓鎮、沈埨鎮、大垜鎮、荻垜鎮、陶荘鎮、昌栄鎮、周荘鎮、陳堡鎮、戴南鎮、大営鎮、興東鎮、千垜鎮
- 郷:林湖郷

## 出身人物
- 施耐庵（元末明初の文学家、『水滸伝』の著者）
- 鄭燮（清代の書道家・画家、揚州八怪の一人）
- 李鱓（清代の画家、揚州八怪の一人）
- 劉熙載（清末の学者・批評家）
- 張桃芳（中華人民共和国の狙撃手）

## 姉妹都市
- 日本 浪江町